# .jm
.jm (Jamaica) (jm é derivado do código ISO 3166-1 alfa-2) é o código TLD (ccTLD) na Internet para a Jamaica.